# اتا ماهی طلایی
اتا¹ ماهی طلایی یک ستاره است که در صورت فلکی ماهی زرین قرار دارد.